# M/T Mljet
M/T Mljet je trajekt za lokalne linije u sastavu flote hrvatskog brodara Jadrolinije. Četvrti je trajekt u seriji koju još čine trajekti Kornati, Brač i Krk. Primopredan je i kršten 14. studenog 2014.
Kapaciteta je 616 osoba i 145 automobila ili 16 trailera (svaki do 40 tona).

## Vanjske poveznice
|  | Zajednički poslužitelj ima još gradiva o temi M/T Mljet |